# Pogoń Gosławicka
Pogoń Gosławicka (prononciation : [ˈpɔɡɔɲ ɡɔswaˈvit͡ska]) est un village polonais de la gmina de Ślesin dans le powiat de Konin de la voïvodie de Grande-Pologne dans le centre-ouest de la Pologne.
Il se situe à environ 8 kilomètres à l'est de Ślesin (siège de la gmina), à 18 kilomètres au nord-est de Konin (siège du powiat) et à 102 kilomètres à l'est de Poznań (capitale régionale).
Le village possédait une population de 97 habitants en 2004.

## Histoire
De 1975 à 1998, le village faisait partie du territoire de la voïvodie de Konin.

Depuis 1999, Pogoń Gosławicka est situé dans la voïvodie de Grande-Pologne.